# Visa cash back
Visa cash back – usługa typu cash back wprowadzona w Polsce we wrześniu 2006, umożliwiająca posiadaczom debetowych kart Visa wydanych w Polsce wypłatę gotówki (jednorazowo do 300 zł, dawniej 200 zł) podczas płacenia kartą za towary lub usługi w placówkach handlowo-usługowych na terenie całego kraju. Z usługi Visa cash back można skorzystać wielokrotnie w ciągu dnia, niezależnie od wartości zakupów lub usług opłaconych kartą Visa.
Pierwszymi bankami w Polsce oferującymi usługę Visa cash back swoim klientom były PKO Bank Polski, mBank oraz MultiBank. Pierwszymi agentami rozliczeniowymi wdrażającymi Visa cash back były firmy eService i Polcard (obecnie First Data Polska).
Według stanu z końca 2009 usługa Visa back jest oferowana w ponad 17 tys. placówek handlowo-usługowych w całym kraju, czyli w większej liczbie punktów niż całkowita liczba bankomatów w kraju. Do sieci placówek akceptujących Visa cash back należą m.in. sklepy Żabka, Vobis, supermarkety Real, delikatesy Piotr i Paweł, salony Empik, księgarnie Matras, stacje paliw sieci BP i PKN Orlen.
Placówki oferujące usługę Visa cash back można znaleźć, wybierając z listy lub za pomocą mapy, na stronie Visa oraz Banku Zachodniego WBK.